# Xavier Popelier
Xavier Popelier, né le 2 décembre 1929, à Limoges est un joueur de basket-ball, devenu ensuite le président  du CSP Limoges à partir de 1961.

## Biographie
Sous sa direction, le club passe du championnat d'excellence régionale en 1972 à la Nationale 1 en 1978, au terme de plusieurs montées successives.
Accompagné de Jean-Claude Biojout, il participe à la modernisation et la professionnalisation du basket-ball français. Sous sa présidence, le CSP remporte six titres de champion de France, deux coupes Korać et la coupe des vainqueurs de coupes au cours des années 1980. En 1993 il se retire de la présidence mais reste président d'honneur d'un club champion d'Europe cette même année.
Durant cette période, le duo formé par Jean-Claude Biojout et Xavier Popelier est aussi à l'origine de la construction du Palais des sports de Beaublanc en 1981 pour accueillir les matches du CSP et remplacer la salle des sœurs de la Rivière, trop exiguë
Après s'être retiré définitivement de la présidence, il est mis en examen en 2000 dans le dossier des comptes du CSP, mais bénéficiera finalement d'un non-lieu.
Il demande à Céline Forte de revoir sa décision et d'accepter la proposition de Lionel Peluhet pour sauver Limoges suite au déficits accumulés au cours des trois derniers exercices,.
Il est également chevalier de la Légion d'honneur et a été fait académicien du basket français en 2015 où il est intronisé avec  Jean-Claude Biojout et l'un des joueurs du CSP Limoges Yann Bonato.

## Distinctions
- Chevalier de la Légion d'honneur (2025)[6].